# 파나마의 재외공관 목록

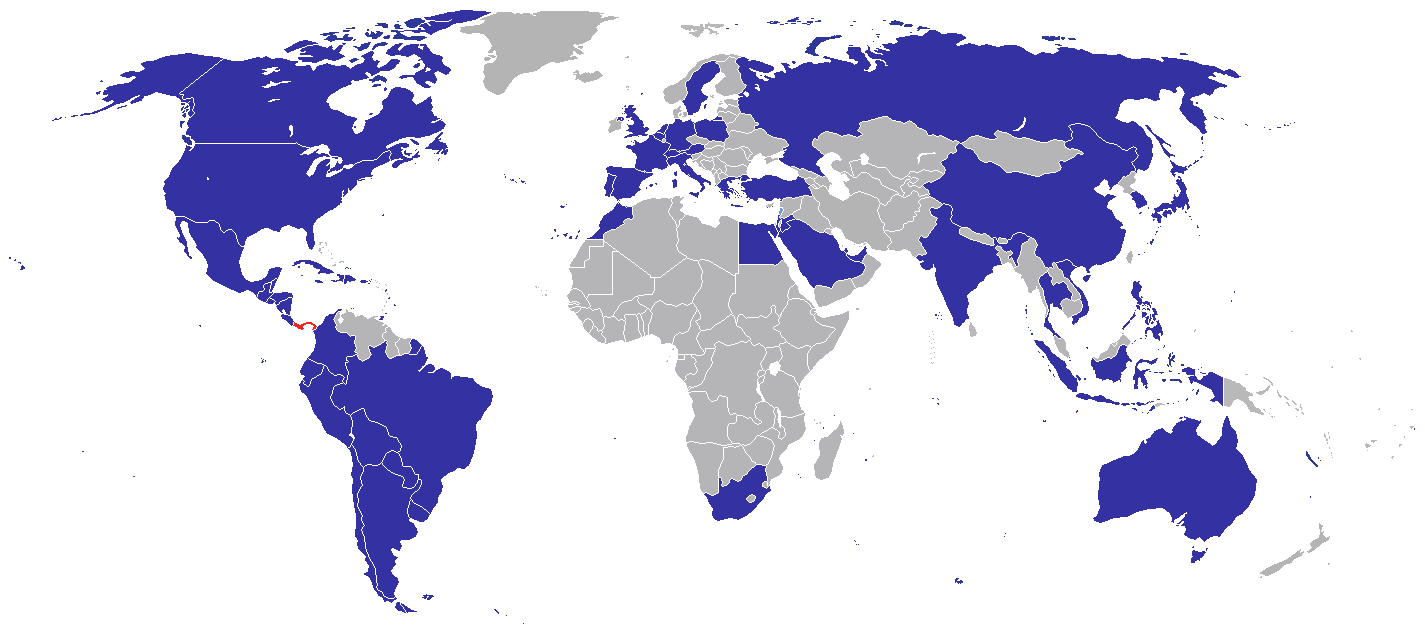
파나마의 재외공관

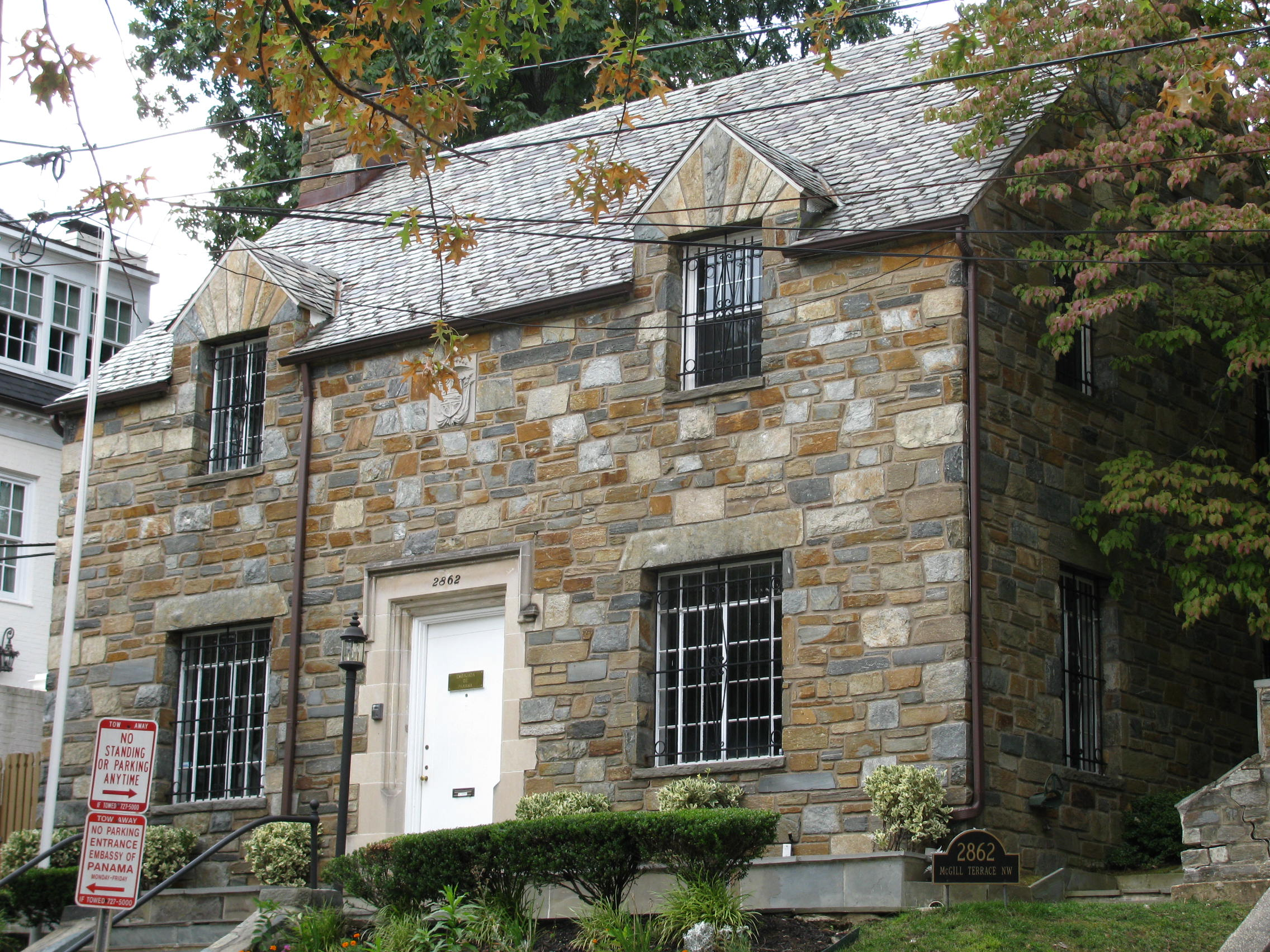
워싱턴 D.C. 주재 파나마 대사관

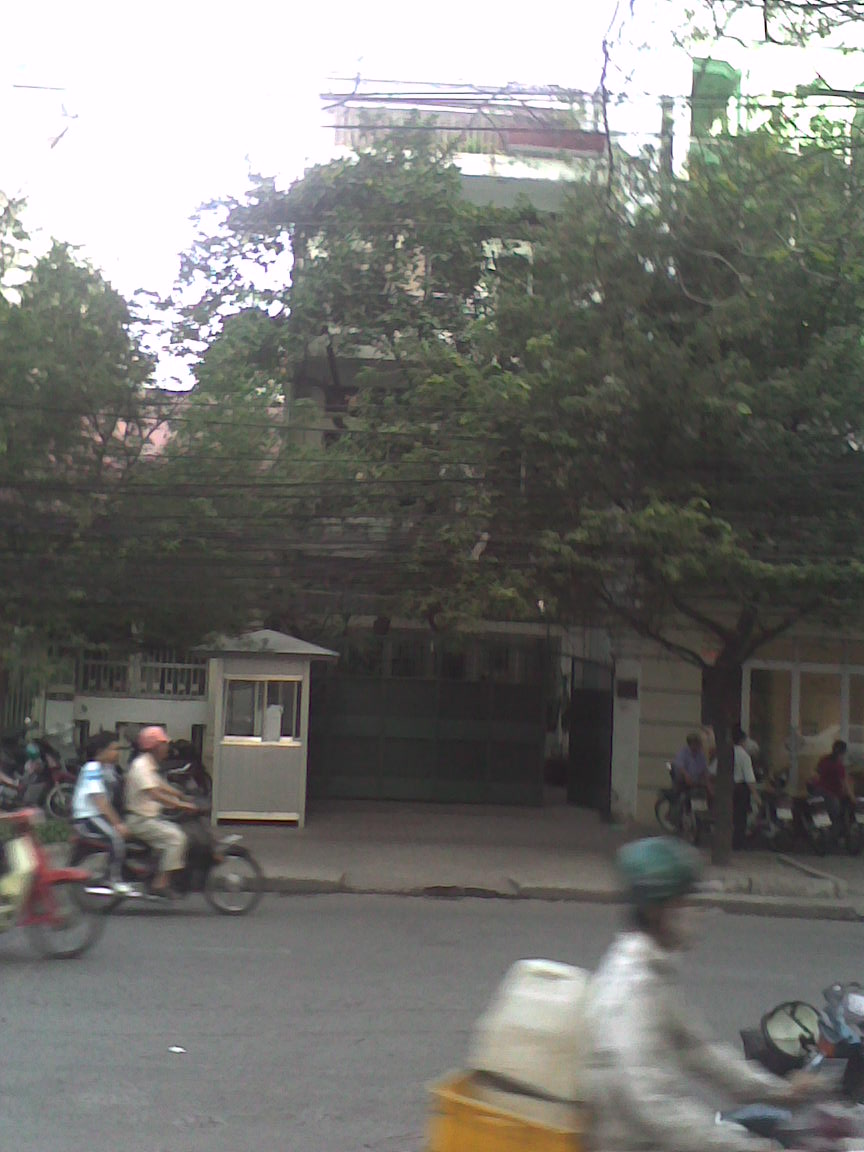
호찌민시 주재 파나마 총영사관

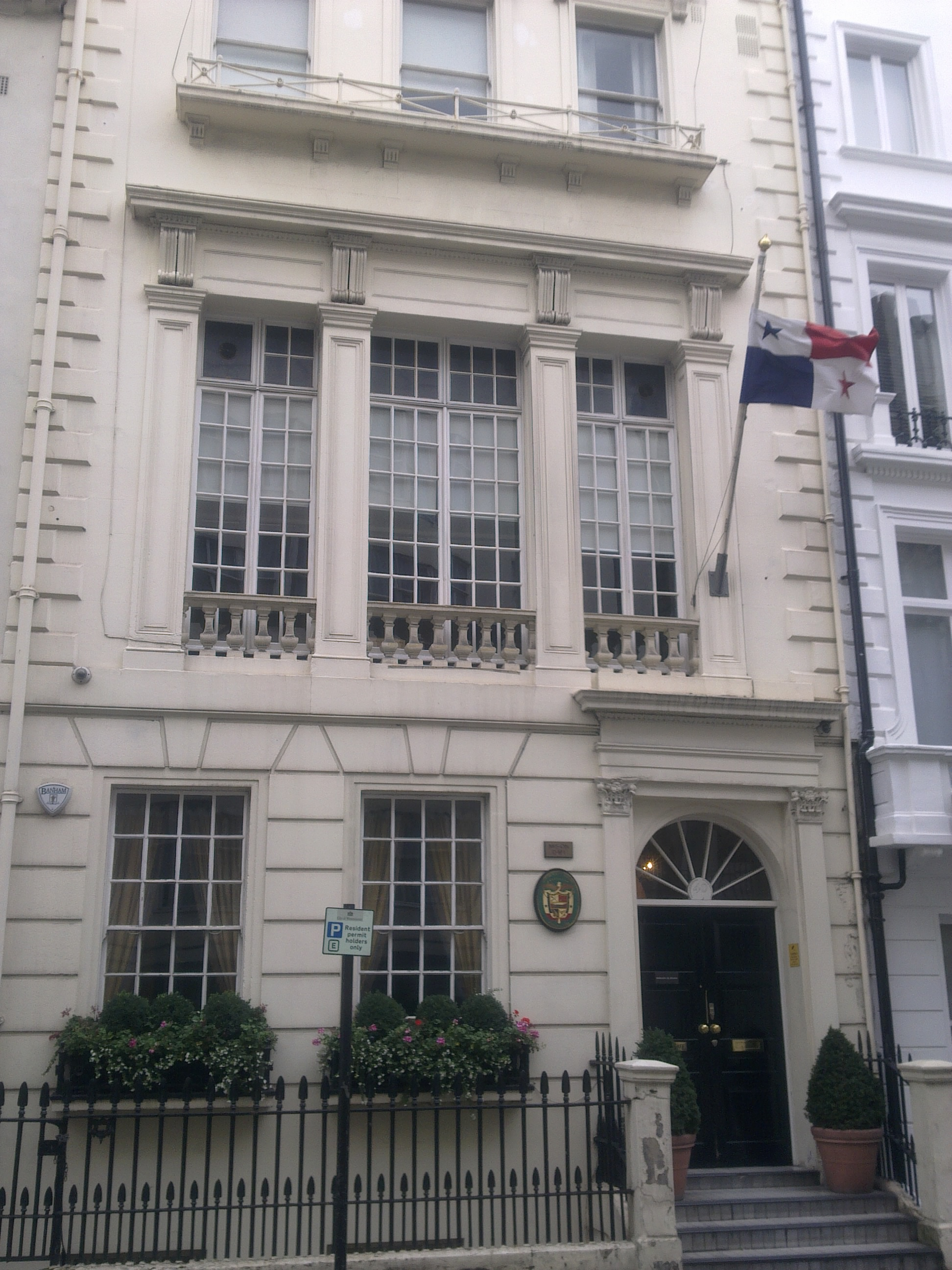
런던 주재 파나마 대사관

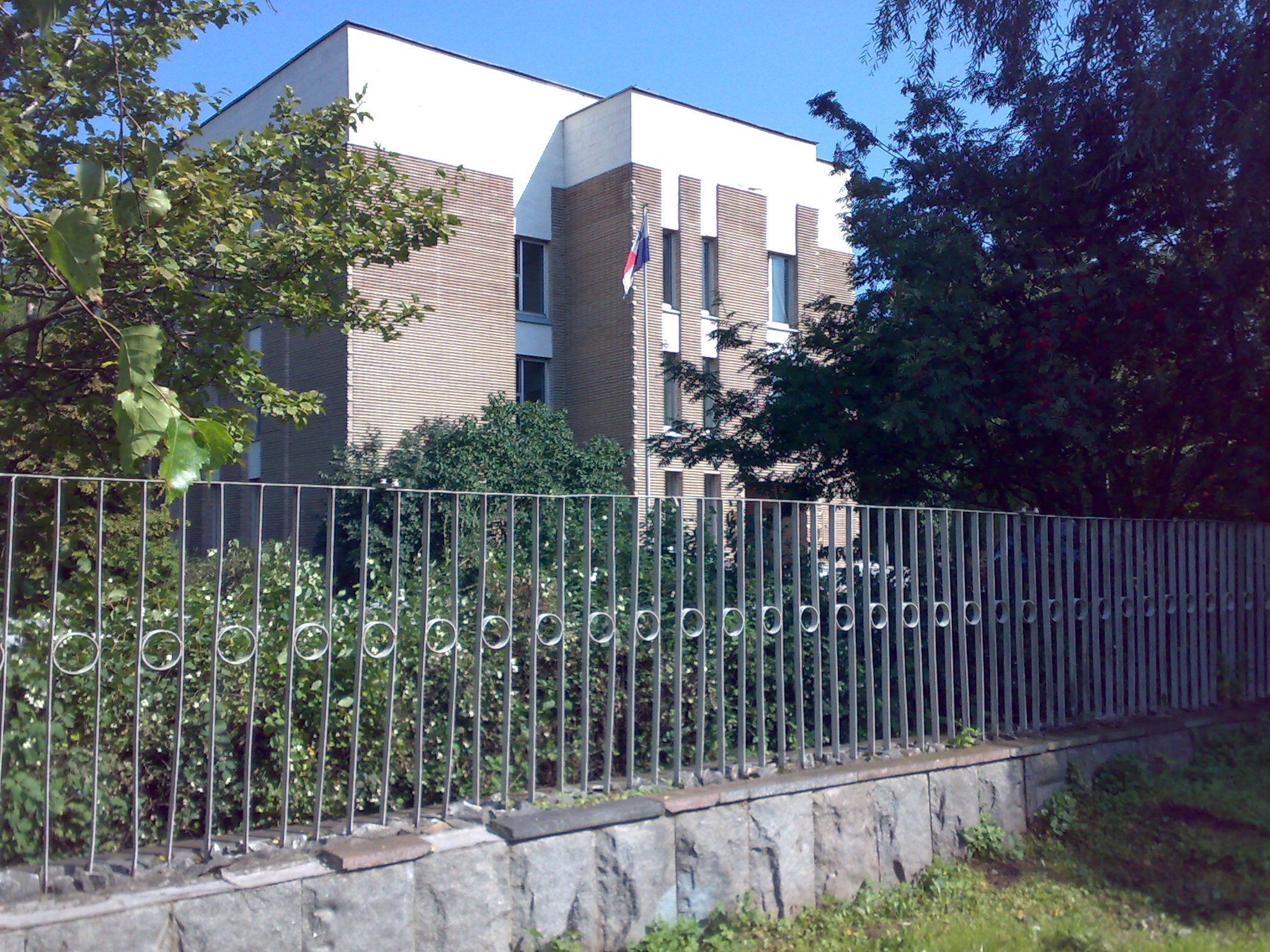
모스크바 주재 파나마 대사관

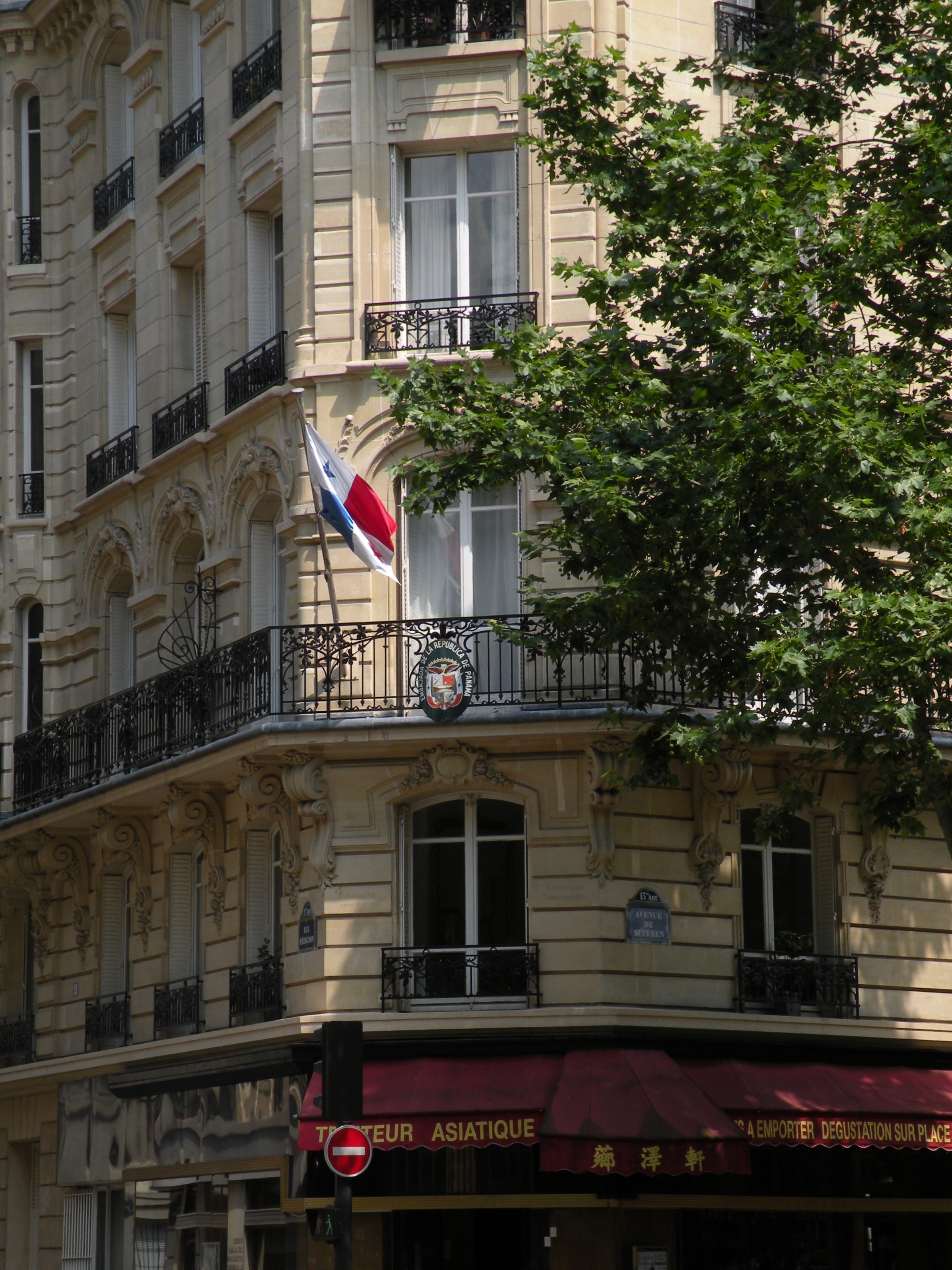
파리 주재 파나마 대사관

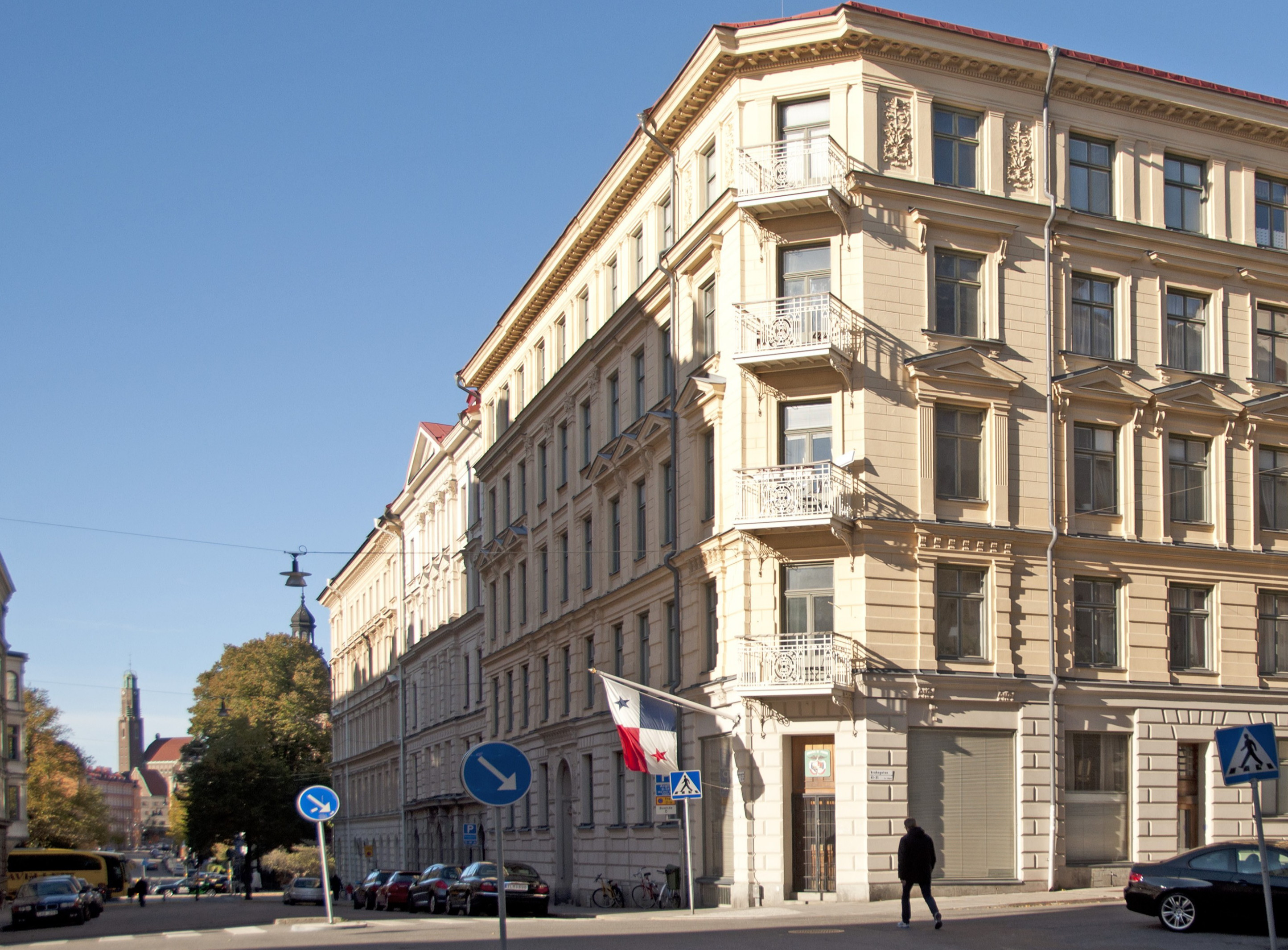
스톡홀름 주재 파나마 대사관

파나마의 재외공관 목록은 파나마 주재 대사관을 각국에 상주시켜 놓는 것을 의미하며 파나마의 재외공관을 나열한 목록이다. 파나마는 파나마 운하가 위치하고 있어서 상선들의 주요 거점으로 여겨지기 때문에 안트베르펜, 로테르담, 탬파, 고베시와 같이 항만 교통량이 많은 도시에서 재외공관을 두고 있다.

## 아프리카
- 이집트
  - 카이로 (대사관)
- 모로코
  - 라바트 (대사관)
- 남아프리카 공화국
  - 프리토리아 (대사관)

## 아메리카
- 아르헨티나
  - 부에노스아이레스 (대사관)
- 벨리즈
  - 벨리즈시티 (대사관)
- 볼리비아
  - 라파스 (대사관)
- 브라질
  - 브라질리아 (대사관)
  - 리우데자네이루 (총영사관)
  - 산투스 (총영사관)
  - 상파울루 (총영사관)
- 캐나다
  - 오타와 (대사관)
  - 몬트리올 (총영사관)
  - 토론토 (총영사관)
  - 밴쿠버 (총영사관)
- 칠레
  - 산티아고 (대사관)
  - 발파라이소 (총영사관)
- 콜롬비아
  - 보고타 (대사관)
  - 바랑키야 (총영사관)
- 코스타리카
  - 산호세 (대사관)
- 쿠바
  - 아바나 (대사관)
- 도미니카 공화국
  - 산토도밍고 (대사관)
- 에콰도르
  - 키토 (대사관)
  - 과야킬 (총영사관)
- 엘살바도르
  - 산살바도르 (대사관)
- 과테말라
  - 과테말라시티 (대사관)
- 아이티
  - 포르토프랭스 (대사관)
- 온두라스
  - 테구시갈파 (대사관)
- 자메이카
  - 킹스턴 (대사관)
- 멕시코
  - 멕시코시티 (대사관)
  - 베라크루스 (총영사관)
- 니카라과
  - 마나과 (대사관)
- 파라과이
  - 아순시온 (대사관)
- 페루
  - 리마 (대사관)
- 트리니다드 토바고
  - 포트오브스페인 (대사관)
- 미국
  - 워싱턴 D.C. (대사관)
  - 휴스턴 (총영사관)
  - 마이애미 (총영사관)
  - 뉴올리언스 (총영사관)
  - 뉴욕 (총영사관)
  - 필라델피아 (총영사관)
  - 샌디에이고 (총영사관)
  - 탬파 (총영사관)
- 우루과이
  - 몬테비데오 (대사관)
- 베네수엘라
  - 카라카스 (대사관)

## 아시아
- 중화인민공화국
  - 베이징시 (대시관)
  - 광저우시 (총영사관)
  - 홍콩 (총영사관)
  - 상하이시 (총영사관)
- 인도
  - 뉴델리 (대사관)
  - 뭄바이 (총영사관)
- 인도네시아
  - 자카르타 (대사관)
- 이스라엘
  - 텔아비브 (대사관)
- 일본
  - 도쿄도 (대사관)
  - 고베시 (총영사관)
- 요르단
  - 암만 (대사관)
- 대한민국
  - 서울특별시 (대사관)
- 필리핀
  - 마닐라 (대사관)
- 카타르
  - 도하 (대사관)
- 싱가포르
  - 싱가포르 (대사관)
- 태국
  - 방콕 (대사관)
- 튀르키예
  - 앙카라 (대사관)
  - 이스탄불 (총영사관)
- 아랍에미리트
  - 두바이 (총영사관)
- 베트남
  - 하노이 (대사관)
  - 호찌민시 (총영사관)

## 유럽
- 오스트리아
  - 빈 (대사관)
- 벨기에
  - 브뤼셀 (대사관)
  - 안트베르펜 (총영사관)
- 프랑스
  - 파리 (대사관)
  - 마르세유 (총영사관)
- 독일
  - 베를린 (대사관)
  - 함부르크 (영사관)
- 그리스
  - 아테네 (대사관)
- 바티칸 시국
  - 바티칸 시국 (대사관)
- 이탈리아
  - 로마 (대사관)
  - 제노바 (총영사관)
  - 나폴리 (총영사관)
- 네덜란드
  - 헤이그 (대사관)
  - 로테르담 (총영사관)
- 폴란드
  - 바르샤바 (대사관)
- 포르투갈
  - 리스본 (대사관)
- 러시아
  - 모스크바 (대사관)
- 스페인
  - 마드리드 (대사관)
  - 바르셀로나 (총영사관)
  - 라코루냐 (총영사관)
  - 라스팔마스 (총영사관)
  - 발렌시아 (총영사관)
- 스웨덴
  - 스톡홀름 (대사관)
- 스위스
  - 취리히 (총영사관)
- 영국
  - 런던 (대사관)

## 대표부
- EU 파나마 정부 대표부 : 브뤼셀
- UN 파나마 정부 대표부 : 뉴욕, 제네바
- UNESCO 파나마 정부 대표부 : 파리
- FAO 파나마 정부 대표부 : 로마
- 미주 기구 파나마 정부 대표부 : 워싱턴 D.C.

## 같이 보기
- 파나마의 대외 관계